# Мечеть Баба Кухи Бакуви
Мечеть Баба Кухи Бакуви (азерб. Baba Kuhi Bakuvi məscidi) — согласно официальному сайту музея-заповедника Ичери-Шехер, мечеть IX-X вв.. Остатки расположены в столице Азербайджана, в городе Баку, в пределах исторической части города Ичери-шехере, к северу от Девичьей башни. Предположительно принадлежала персидскому учёному и богослову Баба Кухи Бакуви.

## Обнаружение и изучение
Мечеть была обнаружена в результате археологических раскопок 1990-93 гг., проводившихся археологом Фархадом Ибрагимовым. На алтаре мечети была обнаружена арабская надпись, выполненная почерком куфи и гласящая «Власть принадлежит Аллаху». Эту надпись прочла эпиграфист Мешадиханум Неймат. Палеографические особенности надписи позволили исследователям отнести памятник к IX—X векам.
В результате раскопок 1998 года были открыты две комнаты мечети. Сама мечеть вместе с построенными рядом комнатами и колоннадой стрельчатых арок представляли собой единый комплекс. В связи с тем, что город был расположен на торгово-караванном пути, учёные предположили о расположении на этом месте ханаки. По мнению Фархада Ибрагимова, мечеть принадлежала Баба Кухи Бакуви, средневековому религиозному деятелю из Баку.

## Галерея

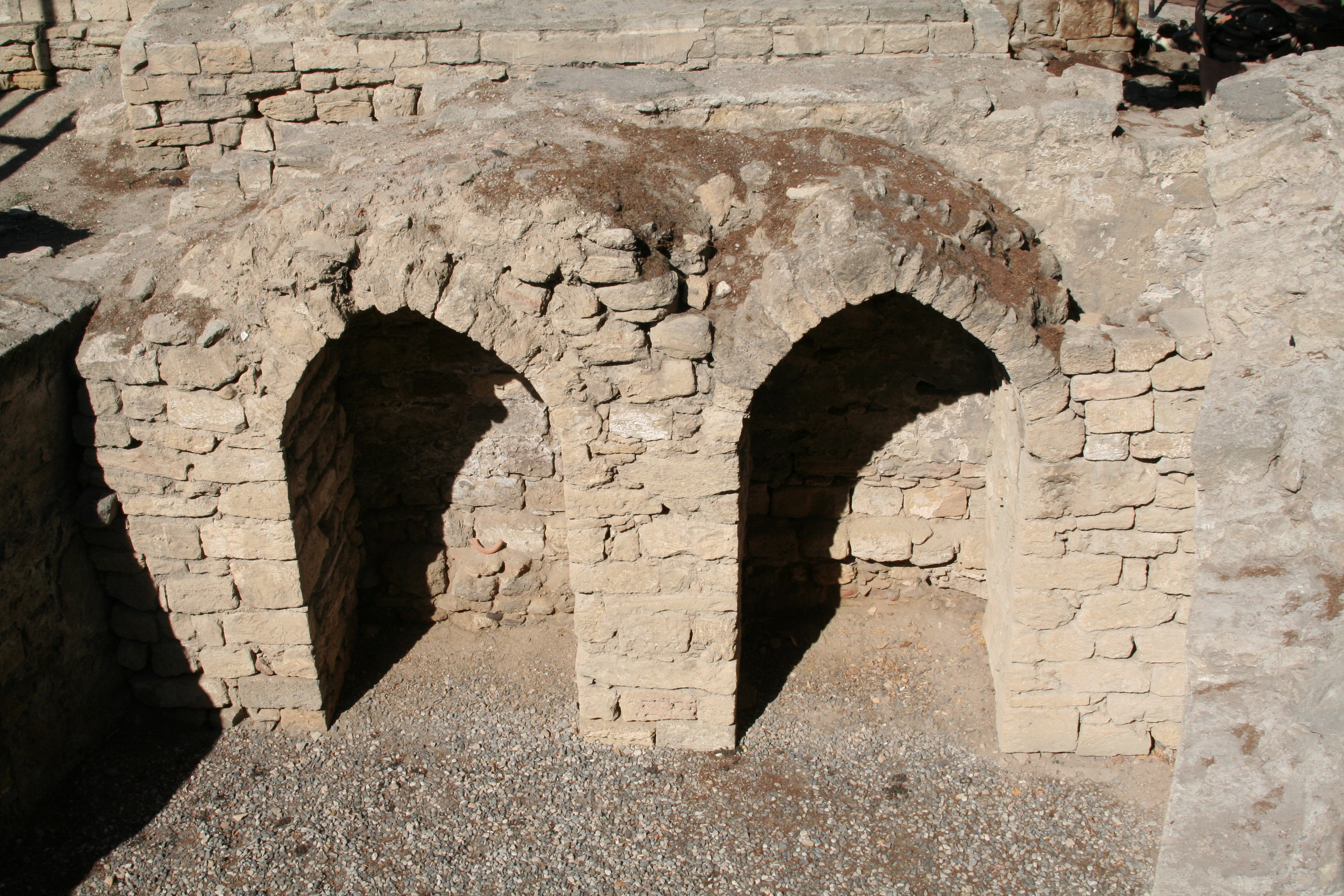
Колоннада арок
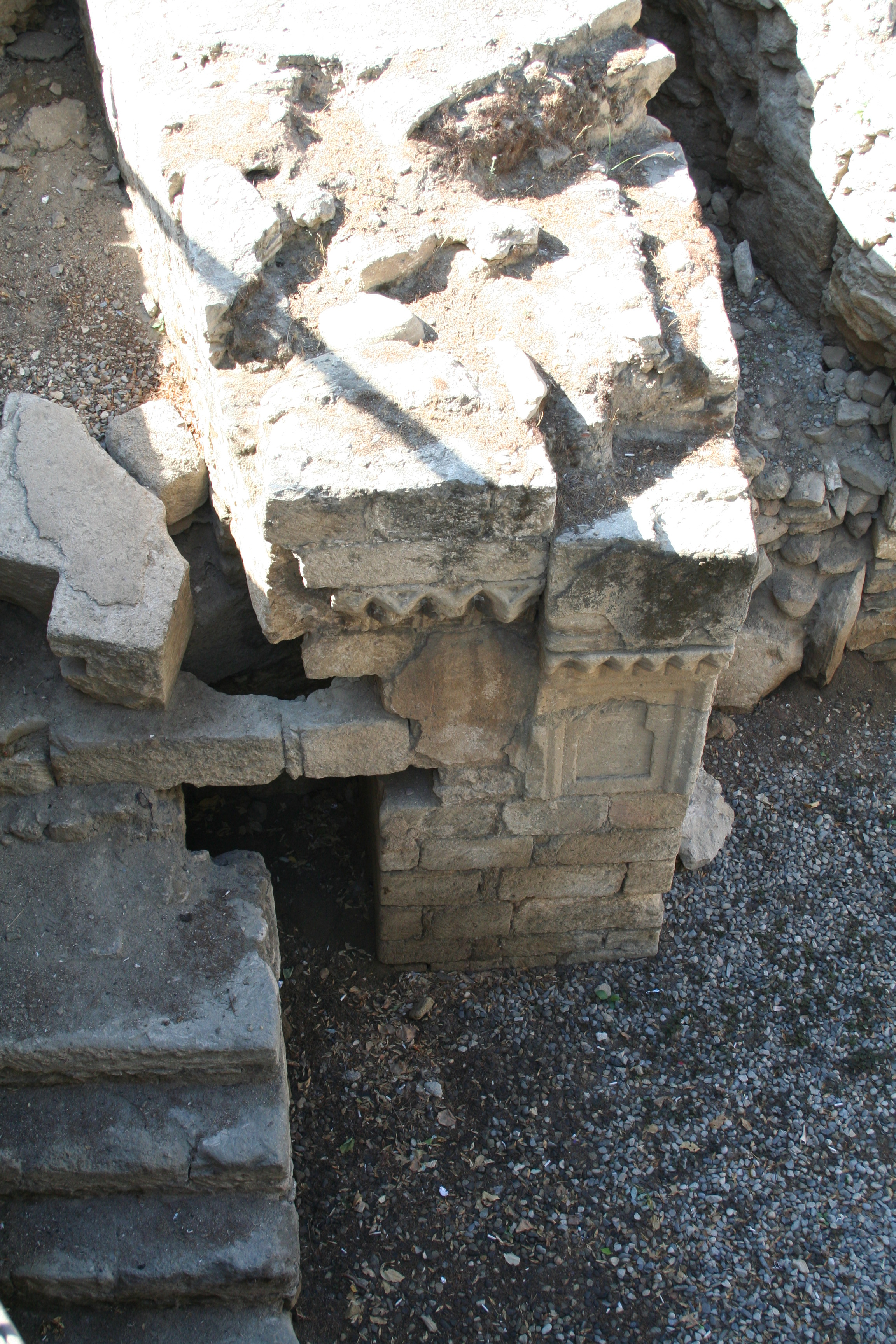
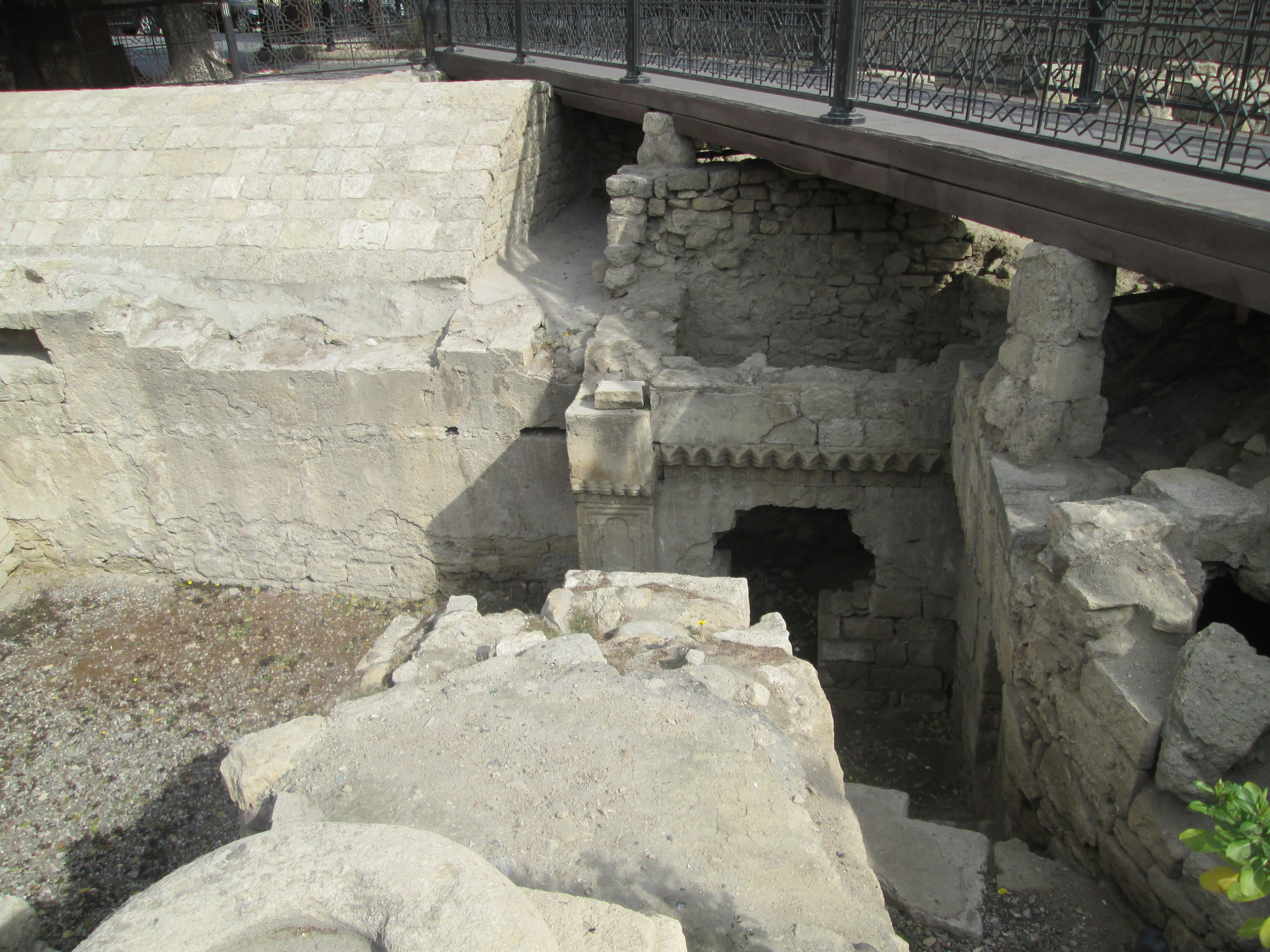